# Сијера де лос Органос
Сијера де лос Органос (шп. Sierra de los Órganos) је планински венац у провинцији Пинар дел Рио, на западу Кубе. Заједно са Сијера дел Росарио, део је планинског ланца Гванигванико.

## Географија
Сијера де лос Органос је западни део Гванигуаника и протеже се од Гвана до реке Сан Дијего, у општини Лос Паласиос. Друге општине које обухватају опсег су Мантова, Сан Хуан и Мартинез, Минас де Матахамбре, Вињалес, Пинар дел Рио, Консоласион дел Сур и Ла Палма.

## Знаменитости
У средини Сијера де лос Органос налази се долина Вињалес, природни резерват и место светске баштине. На истоку је заштићено подручје Мил Кумбрес, које се скоро у потпуности налази у Сијера дел Росарио